# Stadtarchiv Brilon
Das Stadtarchiv Brilon ist ein kommunales Archiv, in dem die historische Überlieferung der westfälischen Stadt Brilon gesichert und der Öffentlichkeit zugänglich gemacht wird. Seit dem 1. März 2016 befindet sich das Stadtarchiv im Haus Goldberg und trägt den offiziellen Namen "Stadtarchiv Brilon im Haus Goldberg".
Die ältesten Bestände des Stadtarchivs reichen bis in das 13. Jahrhundert zurück. Aufbewahrt wird behördliches, aber auch nicht-behördliches Archivgut aus der Geschichte der Stadt Brilon sowie ihrer Wohnplätze, der Ortsteile und Wüstungen.

## Geschichte

### Das Stadtarchiv bis 1800
Erste Hinweise darauf, dass in der Stadt etwas archivarisch aufbewahrt wurde, finden sich im Ratsbuch von 1497. Dort ist von einem „kasten“ die Rede, der in der „tzisekammer“ (Steuerkammer oder Schatzkammer) im Briloner Rathaus stehe.
Da die Archivkiste anscheinend nicht sehr gepflegt wurde, machte sich der Stadtsekretär Hinrich Crop im Jahr 1595 die Arbeit, eine genaue Schnadebeschreibung mit einer Abschrift aller Grenzrezesse im Ratsbuch niederzuschreiben. Somit hatten die Ratsvertreter eine genaue Anleitung für die Schnade im nächsten Jahr und mussten sich die Urkunden nicht aus der Archivkiste suchen. Neben den Schnaderezessen übertrug Crop weitere wichtige Urkunden und Dokumente in das Ratsbuch.
Aus dem Jahr 1639 ist eine erste direkte Aufzeichnung über das Archiv erhalten, in dem der Inhalt der Archivkiste als „zwei Bündlein“ beschrieben wird, bei denen sich keinerlei Ordnung erkennen ließe.
Ein großes Problem in der Archivgeschichte Brilons ist, dass viele Bürgermeister und Stadtschreiber Archivalien bei sich zu Hause lagerten, statt sie im Rathaus aufzubewahren.
Durch Stadtbrände im 18. Jahrhundert wurden so zahlreiche Urkunden und Akten zerstört. Der vielleicht schlimmste Brand ereignete sich im Jahr 1742: Bei dem Brand, der große Teile Brilons vernichtete, brannten auch die Häuser vieler bedeutender Briloner Persönlichkeiten ab, wobei zahlreiche wichtige Akten und Urkunden verbrannten. Außerdem gingen bei diesem Brand das Schützenbuch mit den Namen aller Mitglieder sowie der zuerst 1593 genannte Schützenschrein verloren.
Als Konsequenz aus diesem verheerenden Brand war die erste Dienstinstruktion des neuen Stadtsekretärs Johann Adolf Ferdinand Vasbach am 1. August 1743, dass alle Akten der Stadt im Rathaus gesammelt und verzeichnet werden sollten.

### Das Stadtarchiv im 19. Jahrhundert
Als Anfang des 19. Jahrhunderts das Herzogtum Westfalen, zu dem die Stadt Brilon gehörte, in das Großherzogtum Hessen-Darmstadt und später in den preußischen Staat eingegliedert wurde, wurde die kommunale Selbstverwaltung der Briloner aufgehoben. Die wesentlichen Rechte bekamen stattdessen die 1817 neu geschaffenen Kreise.
Mit der Aufnahme des Urkatasters 1828 bis 1830 und der Fortführung in den staatlichen Katasterämtern verloren die alten Unterlagen in der Archivtruhe immer mehr an Bedeutung. Die Schnaderezesse waren nun hinfällig, da in den Katasterämtern Buch über die Stadtgrenzen geführt wurde.
So wurde im Jahr 1820 die alte Archivtruhe zerstört, da ihr Inhalt an Bedeutung verloren hatte und wahrscheinlich als unnütze Belastung angesehen wurde.
Auch in anderen Städten scheinen Archive vernachlässigt worden zu sein; denn im Jahr 1832 ordnete der Oberpräsident der Provinz Westfalen an, Archivrepertorien, also Verzeichnisse der Archivalien eines Archivs, zu erstellen. Allerdings wurde diese Aufgabe von den Bürgermeistern vernachlässigt, da sie angeblich keine Zeit dafür gehabt hätten.
Zwei Jahre später, im Jahr 1834, bat der Landrat des Kreises Brilon, Maximilian Droste zu Vischering-Padberg, den Historiker Johann Suitbert Seibertz, sich mit dem Archiv zu beschäftigen und die Repertorien anzulegen. Dies lehnte Seibertz ab, ließ sich aber viele Archivalien zu seinem Haus in Arnsberg und seinem Alterssitz Schloss Wildenberg bringen, um die westfälische Geschichte aufzuarbeiten.
Bald darauf forderte die Stadt diese Akten und Urkunden zurück; Seibertz behielt sie jedoch.
Erst ab dem Jahr 1858 widmeten sich die Bürgermeister Nikolaus Hesse und Friedrich Boese dem Archiv. In der Zeit von 1858 bis 1865 versuchte Hesse, sein eigenes Archivrepertorium zu schreiben, blieb jedoch in den Anfängen der Arbeit stecken. Boese versuchte stattdessen, Seibertz’ Aufzeichnungen zu ergänzen.
Im Jahr 1871 fielen der Tod Seibertz’ und der Rücktritt Friedrich Boeses vom Bürgermeisteramt zusammen. Dadurch wurde die Rückforderung der Akten und Urkunden von Seibertz versäumt. Stattdessen verkaufte Engelbert Seibertz, der Enkel Johann Suitbert Seibertz’, 1898 die bei seinem Großvater liegenden Akten der Stadt Brilon. Ein Teil der Akten landete so im Burgarchiv Altena, andere Akten gelangten später auf Umwegen zurück ins Stadtarchiv.

### Das Stadtarchiv im 20. Jahrhundert
Im Jahr 1924 tauchte auf dem Boden des Rathauses die älteste Urkunde der Stadt aus dem Jahr 1252 auf und wurde dem Staatsarchiv Münster als Depositum übergeben, da sie in Brilon nicht fachgerecht aufbewahrt werden konnte.
Rudolf Sprick versuchte 1937 noch einmal, die Bestände des Archivs in einem Urkundenbuch maschinenschriftlich zu erfassen. Auch er scheiterte an der Masse aus Einzelblättern bestehender Akten. Die Bestände wurden aus dem im Erdgeschoss liegenden, feuchten Archivraum in den darüber liegenden Raum im ersten Stock umgelagert und in Archivkartons verpackt.
Während des Zweiten Weltkriegs wurden die Bestände, die nun teilweise auch in Pappkartons lagerten, auf den Dachboden des Rathauses ausgelagert. Später während des Kriegs wurden die Archivkartons der Akten anderweitig gebraucht, sodass die wertvollen Akten in einem wirren Haufen auf dem Dachboden des Rathauses lagen. Schimmelbildung und Wasserschäden blieben in dieser Umgebung nicht aus, sodass ab den 1960er Jahren einige Akten vom Landesamt für Archivpflege in Münster restauriert werden mussten.
Ab Mitte der 1960er Jahre wurde das Archiv unter der Leitung von Alfred Bruns vom Archivamt in Münster instand gesetzt und ausgestattet. Unter anderem inventarisierte und archivierte Bruns große Teile des Briloner Archivguts fachgerecht.
Nach der Eingemeindung des Amtes Thülen im Jahr 1975 kamen auch dessen Archivbestände dazu.
Seit Inkrafttreten des Landsarchivgesetzes 1986 wird das Stadtarchiv hauptamtlich geleitet. 1990 zog das Stadtarchiv in die ehemalige Kantine im obersten Stock des Amtshauses, des ehemaligen Amtes Thülen. Zusätzlich wurde die Dachterrasse zu einem Magazinraum aufgestockt.

### Das Archiv des Amtes Thülen
Bevor Brilon und die Dörfer in der Umgebung Anfang des 19. Jahrhunderts preußisch wurden, gehörten große Teile der Dörfer verschiedenen Klöstern und Adligen, wie zum Beispiel den Grafen von Meschede und später den Grafen von Bocholtz in Alme oder dem Kloster Bredelar (Madfeld und Rösenbeck). Somit sind die Akten aus dieser Zeit über viele verschiedene Archive versprengt.
Im Zuge der Neustrukturierung im Königreich Preußen wurde die kommunale Selbstverwaltung eingeführt. Um den Verwaltungsaufwand gering zu halten, wurden Gemeinden zu Ämtern zusammengeschlossen, die die Verwaltung der zugehörigen Gemeinden zentral ausführten. Ein solches Amt war das ursprünglich in Thülen und später in Brilon ansässige Amt Thülen. Es gibt keine bekannten Aufzeichnungen über das Amtsarchiv, erst mit der Eingemeindung nach Brilon im Jahr 1975 wurden die Akten gesichtet und vom Landesarchivamt in Münster inventarisiert.

## Bestände

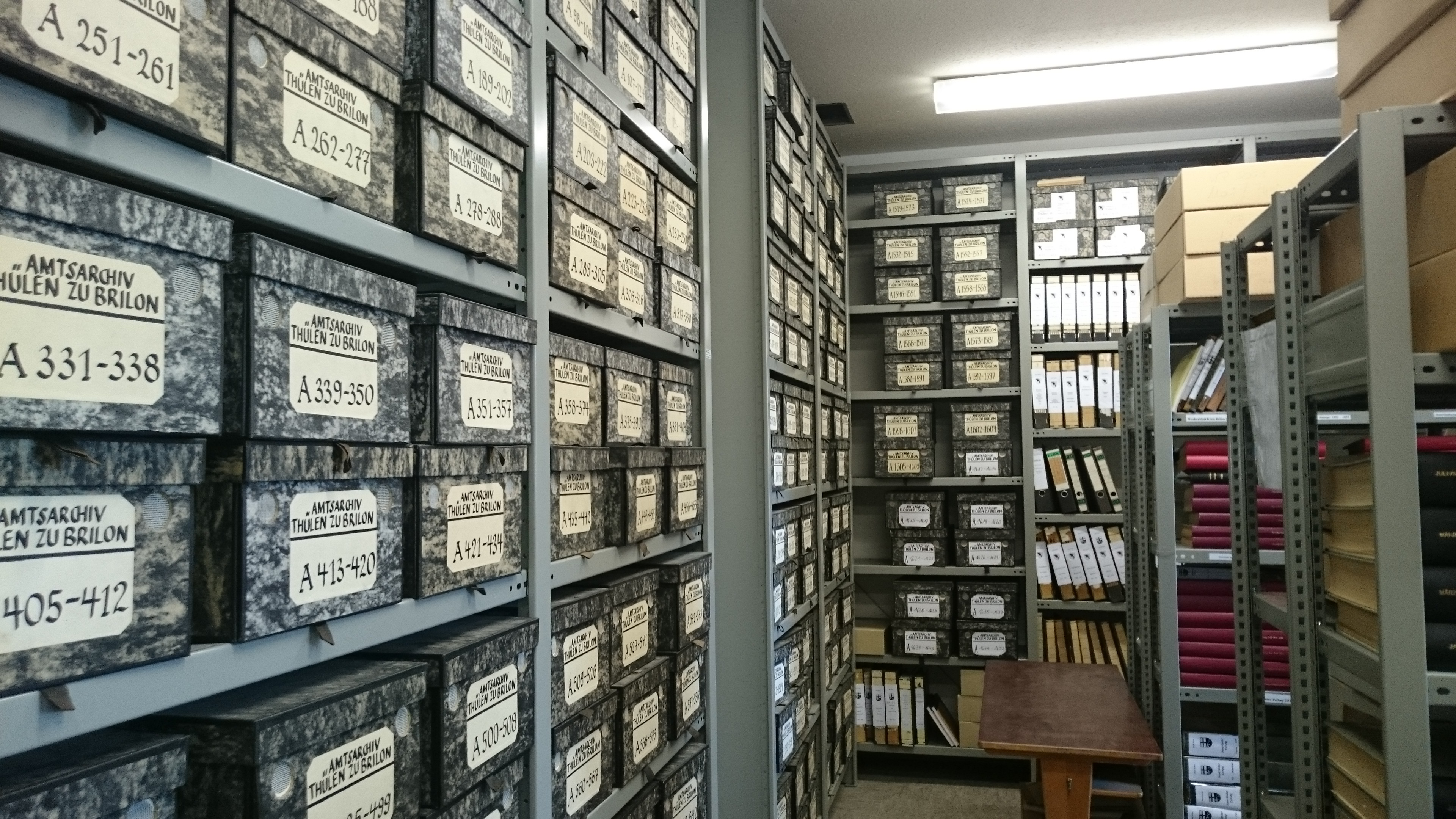
Magazin Stadtarchiv Brilon

Die Bestände des Stadtarchivs Brilon gliedern sich in
| Bestand                                   | Laufzeit                      |
| ----------------------------------------- | ----------------------------- |
| A – Urkunden                              | 1196/1252–1815                |
| A – Akten                                 | 1497–1815                     |
| B – Akten                                 | 1815–1870                     |
| C – Akten                                 | 1860–1930                     |
| D – Akten                                 | 1930–1970                     |
| H – Protokollbücher                       | 1749–1972                     |
| I – Akten des Gymnasiums Brilon           | 1839–1915                     |
| K – Allgemeine Verwaltungsangelegenheiten | 1814–1924                     |
| L – Straßen- und Wegebau                  | 1835–1853                     |
| M – Landwirtschaft                        | 1852–1930                     |
| Amt Thülen – A                            | 1826–1930                     |
| Amt Thülen – B                            | Bauakten (Laufzeit unbekannt) |
| Amt Thülen – T                            | 1930–1975                     |

## Zeitungsarchiv
Als eines der wenigen Archive im Hochsauerlandkreis verfügt das Stadtarchiv über einen fast lückenlosen Bestand an Zeitungen seit 1842. Die ältesten Zeitungen sind das Wochenblatt für den Kreis Brilon und der Sauerländer Anzeiger, der von der jüdischen Familie Friedländer von 1852 bis 1904 herausgegeben wurde.

### Liste aller Zeitungen des Archivs
- Allgemeine Kölnische Rundschau
- Briloner Anzeiger
- Briloner Zeitung
- Diemel-Bote
- Kölnische Zeitung
- Neuer Westfälischer Kurier
- Neues Westfälisches Volksblatt
- Sauerländer Anzeiger
- Sauerländer Tageblatt
- Sauerländer Zeitung
- Volks-Echo
- Warsteiner Zeitung
- Westfalenpost
- Westfälische Landeszeitung
- Westfälische Rundschau
- Westfälisches Tagblatt
- Westfälisches Volksblatt
- Wochenblatt für den Kreis Brilon

## Bibliothek des Stadtarchivs

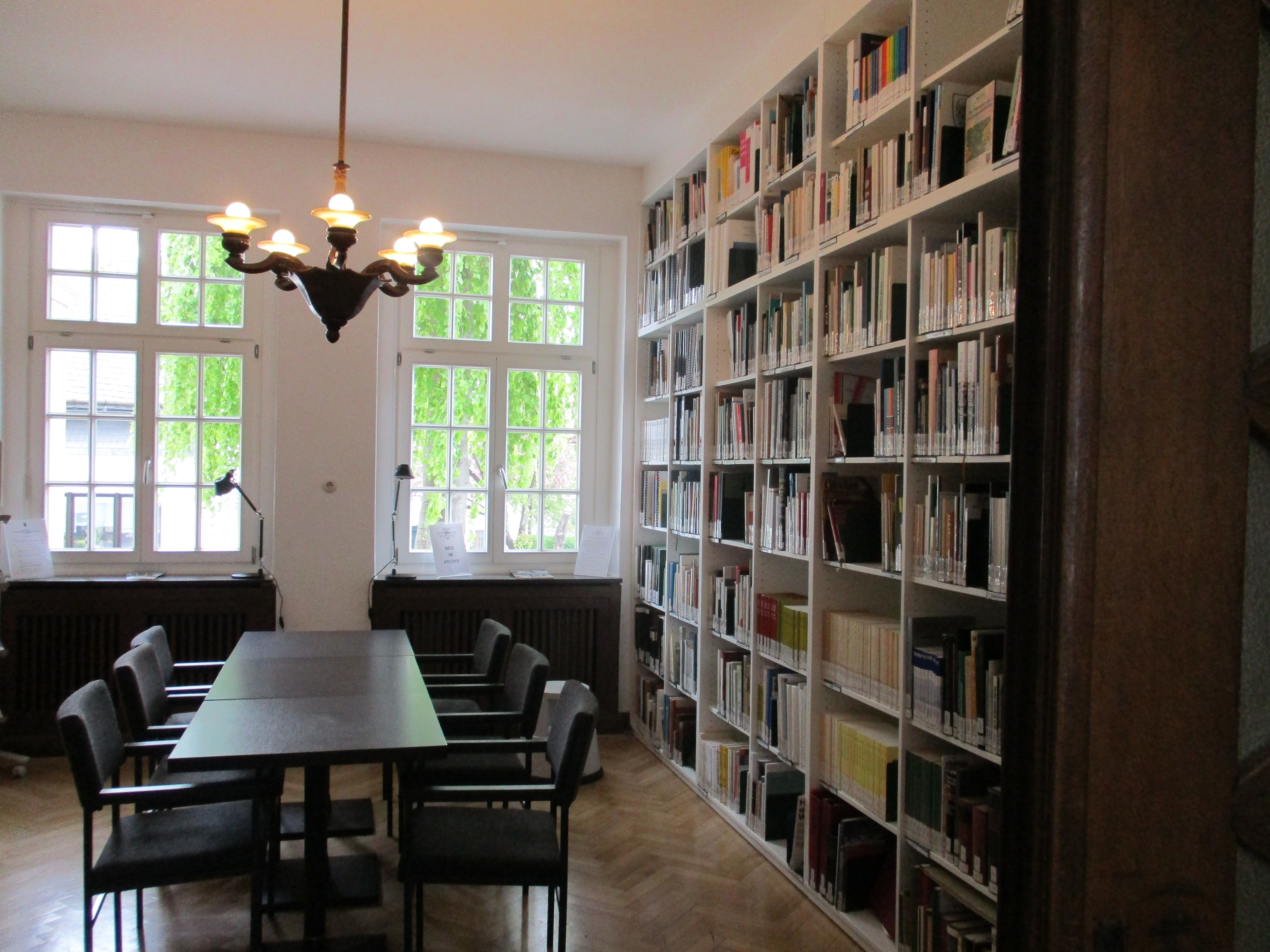
Archivbibliothek und Lesesaal des Stadtarchivs Brilon

Die mit 2400 Büchern ausgestattete Archivbibliothek enthält eine große Sammlung an Literatur über die Stadt und ihre Dörfer sowie Einrichtungen und Vereine. Zusätzlich stehen Adress- und Telefonbücher der Region bereit. Des Weiteren gibt es Literatur über benachbarte Städte und verschiedene Themen von regionaler Bedeutung wie zum Beispiel Hanse, Bergbau und Hüttenwesen, Wald und Holz, Verkehr, Industrie und Handwerk (Glockenguss). Auch über die Partnerstädte Brilons, die kurkölnische und westfälische Geschichte sowie zu vielen weiteren Themen steht Literatur für die Benutzer bereit. Die Medien aus der Bibliothek können fast alle auch ausgeliehen und zuhause studiert werden.